# Las alegres travesuras de Till Eulenspiegel

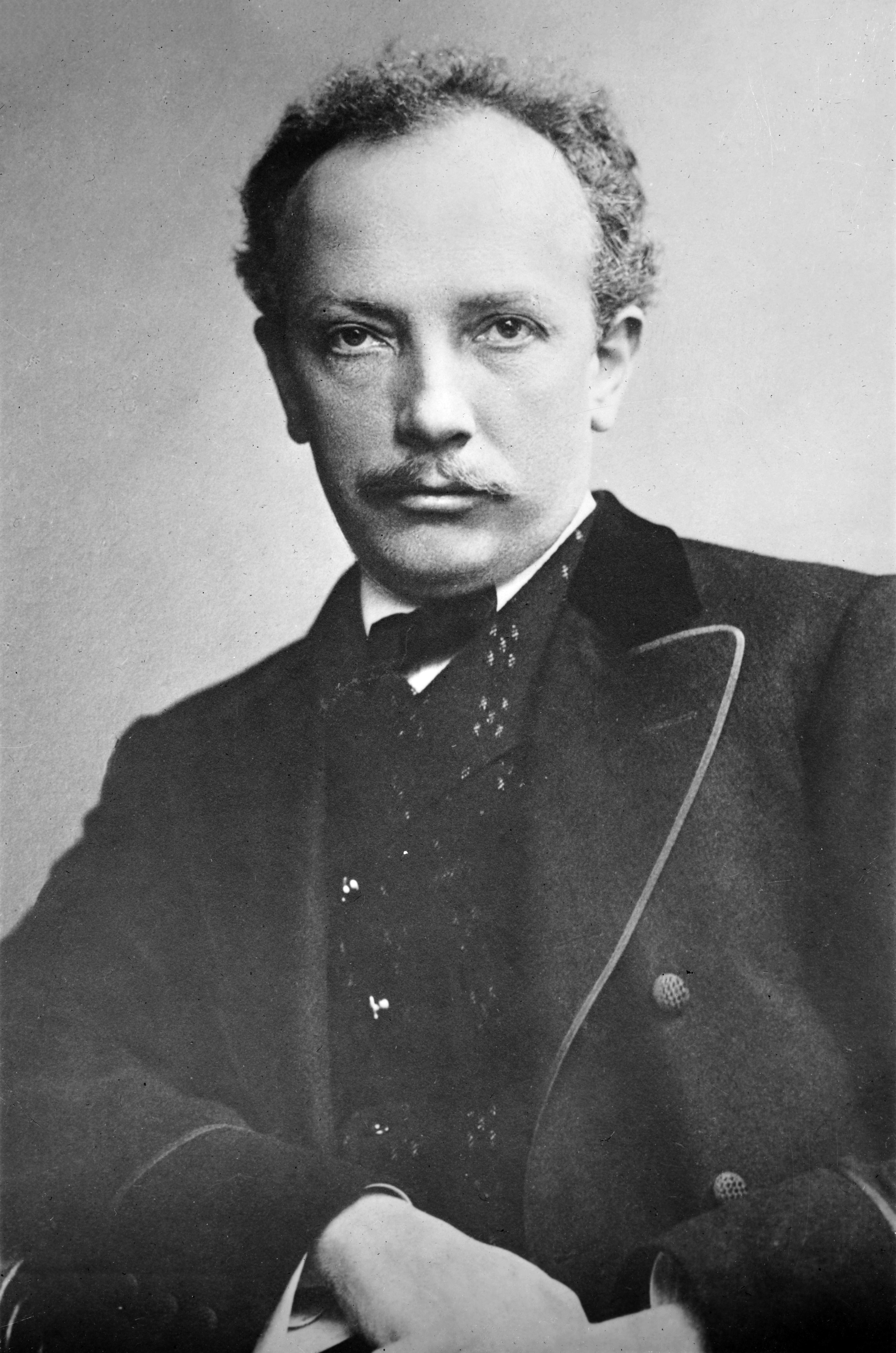
Retrato de Richard Strauss,1910.

Las alegres travesuras de Till Eulenspiegel, op. 28 (título original en alemán Till Eulenspiegels lustige Streiche) es un poema sinfónico compuesto por Richard Strauss. 
El estreno tuvo lugar el 5 de noviembre de 1895 en Colonia bajo la batuta de Franz Wüllner. Más tarde el propio autor dirigió otra interpretación en Múnich el 29 de noviembre de 1895 y Hans Richter el estreno en Viena el 5 de enero de 1896. 
Se trata de una crónica de las desventuras y travesuras de Till Eulenspiegel, que era un héroe popular campesino del folklore del norte de Alemania y los Países Bajos. Los dos temas que representan a Till son interpretados por la trompa y el clarinete en re respectivamente. El tema de la trompa es una melodía cantarina que alcanza un clímax, cae hacia abajo y finaliza con tres notas largas y fuertes, cada vez más graves. El tema del clarinete es astuto y zalamero, lo cual sugiere a un embaucador haciendo lo que mejor sabe hacer.

## Análisis
La partitura de esta obra es toda ella una puesta en escena: no hay una página que no sea un bosquejo, una decoración, que no evoque una acción, que no pinte uno o varios personajes. La propia partitura impresa recoge indicaciones del compositor como la siguiente: «Érase una vez un bellaco idiota llamado Till Eulenspiegel. Era un pícaro malvado que disfrutaba inventando trucos nuevos.»
Los violines frasean la introducción del cuento, el «érase una vez», en el que el héroe no tarda en presentarse. El tema de Till Eulenspiegel, que servirá de estribillo, se descompone en dos motivos principales que persisten bajo diversos aspectos en las mismas estrofas preservando de esta forma la unidad del discurso. En un rotundo fa mayor el primer motivo es expuesto en la trompa, en notas picadas y ligeramente cromatizadas, de peligrosa ejecución y temidas con justicia por los trompistas.
La marcha rítmica, un poco claudicante, sugiere deformidad y sobre todo la desvergüenza del personaje. Se amplía este material temático en un accelerando de toda la orquesta, con un calderón que cierra el preámbulo. Surge entonces un nuevo y breve motivo tocado por el clarinete en re que es como una risa burlona o una pirueta gesticulante: «[...] un gnomo realmente malvado, a la espera de nuevos golpes».
«¡Esperad un poco, hipócrita!» Till medita su primera hazaña y se oye un trémolo de las violas. Entonces se lanza entre las mujeres de un mercado esparciendo sus mercancías, expresado con un violento estallido de los platillos y algarabía orquestal, clarinete bajo y carraca en un ritmo galopante. Pero Till ha desaparecido ya: «Escondido en una madriguera de ratones» (fagot), prepara una nueva hazaña. 
Disfrazado de pastor, «chorreando untuosidad y moralidad», arenga a la masa: especie de aire popular en si bemol, sostenido por una retórica un poco grandilocuente. «Al bribón se le ve la oreja» y tiene que emprender la fuga. Pero es sacudido por un «estremecimiento, ya que se ha burlado de la religión»: ¿premonición de su trágico fin? Cinco violines divididos y las trompas con sordina expresan esta pasajera emoción. En la nueva estrofa, nuevas provocaciones. Till ahora convertido en seductor corteja a las muchachas bonitas: sorprendente cadenza del violín solo, preludiando los arabescos del clarinete y del oboe. Till «hace una petición de matrimonio» y es rechazado; el primer motivo de su tema invertido en el bajo describe su despecho. El segundo motivo se repite en trompetas y trombones clamando su furor. Calderón: Till «jura saciar su venganza contra la humanidad». Caricaturizada por los fagotes sobre un nuevo tema popular, se presenta la docta asamblea de pedantes filisteos ante la cual Till «desarrolla monstruosas tesis», sobre un material melódico casi anodino, pero con un tratamiento refinado con la división de la cuerda y de las maderas. Unos curiosos efectos de síncopa discuten las aserciones de Till. Pero éste se ha escapado ya: «grandes gesticulaciones» de las flautas y después «viva canción callejera», intencionadamente vulgar, que parece silbar Till. Y nuevas extravagancias: desencadenado «reza obra vez la plegaria ante el pueblo (motivo de la arenga ya escuchado)». Pero las amenazas se acumulan: la trompa vuelve a exponer el primer motivo de Till con un extraño tono maléfico que parece aludir a su destino. Se prepara una venganza colectiva, mientras la tensa orquesta se concentra en un tutti que recapitula el rondó, desembocando en un fortissimo y sobre un redoble de percusión que anuncia la horca, la gente detiene a Till y lo conduce ante un tribunal.
En el último episodio con los jueces y su pompa se escuchan sombríos acordes de los trombones, mientras Till se esfuerza por hacerles frente con su segundo motivo en el clarinete. Se suceden las sentencias y las protestas de Till, pero la sentencia definitiva es pronunciada por trompas, trombones y fagotes en su registro grave. Lúgubres acordes sobre un implacable intervalo de séptima (fa-sol bemol) pronuncian la condena a muerte. El tema de Till se desagarra sobre los trinos de las flautas y Till es colgado. Silencio. 
En el epílogo se repite la frase introductoria seguida de una última evocación emocionada del recuerdo del héroe en el clarinete y el clarinete bajo. Los breves compases de la coda con la orquesta completa proclaman la apoteosis de lo que siempre estará vivo, la inmortal alegría de Till Eulenspiegel.
Este maravilloso cuento musical es un modelo de la obra de orquesta con programa. Cuenta con una sucesión de imágenes sonoras diversas, pero no desperdigadas gracias a la profunda unidad del total y al excepcional sentido de la dramatización. La plasticidad de una orquesta de efectivos bastante considerables sin llegar a ser excesivos, que se muestra llena de virtuosismo. Su duración es de unos quince minutos, siendo el poema sinfónico más corto de Richard Strauss. En resumen, se trata según el mismo Strauss de un rápido y delicioso cuarto de hora «con la intención de divertirse bien por una vez en una sala de conciertos». Según Debussy, esta pieza se parece a «una hora de música nueva en la casa de locos: clarinetes que describen trayectorias dementes, trompetas que siempre están con la sordina puesta y trompas que para prevenir un latente estornudo se apresuran a responder respetuosamente ¡Jesús! Tenemos ganas de estallar de risa o de gritar hasta morir y uno se asombra de volver a encontrar las cosas en su sitio.»

### Instrumentación
La obra está escrita para una gran orquesta:
- Cuerda: violines I, violines II, violas, violonchelos y contrabajos.
- Viento madera: flautín, 3 flautas, 3 oboes, corno inglés, 2 clarinetes en si bemol, clarinete en re, clarinete bajo, 3 fagotes y 1 contrafagot.
- Viento metal: 4 trompas, 3 trompetas, 3 trombones y 1 tuba.
- Percusión: timbales, caja, bombo, platillos, triángulo y carraca.

Aunque la partitura original incluye un clarinete en re, la pieza se suele interpretar con un clarinete en mi bemol ya que el clarinete en re rara vez se toca en la actualidad.
Strauss indica cuatro trompas y tres trompetas adicionales que se pueden añadir a voluntad del director. Las partes deben ser tocadas por intérpretes separados de las cuatro trompas y tres trompetas originales.

## Versiones y adaptaciones
- La obra también fue presentada como un ballet con coreografía de Vaslav Nijinsky en 1916.[6]
- También existe una versión para piano a cuatro manos, que ha sido grabada por Percy Grainger y Ralph Leopold.
- La canción Travesuras de Till, del grupo gallego Golpes Bajos, está directamente inspirada en esta obra.
- En 2021 la editorial alemana Edition Peters publicó una versión para ensemble de cámara de 12 o 13 músicos del compositor Germán García Vargas.[7]

## Discografía selecta
Entre las grabaciones más destacadas de esta obra se encuentran:
- 1968 – Herbert von Karajan, Orquesta Filarmónica de Viena (Decca Legends)
- 1972 – Herbert von Karajan, Orquesta Filarmónica de Berlín (Deutsche Grammophon Originals)
- 1994 – Karl Böhm, Orquesta Filarmónica de Berlín (Deutsche Grammophon)
- 1998 – Herbert Blomstedt, Orquesta Sinfónica de San Francisco (Decca)
- 2001 – Rudolf Kempe, Dresden Staatskapelle (EMI Classics)
- 2011 – Michael Tilson Thomas, Orquesta Sinfónica de Londres (ICA Classics)